# Amos Tversky
Amos Nathan Tversky (16. březen 1937, Haifa, Britský mandát Palestina - 2. červen 1996, Stanford, Kalifornie, USA) byl izraelský kognitivní vědec a matematický psycholog. Byl dlouholetým spolupracovníkem Daniela Kahnemana. Své teorie aplikoval i v ekonomii.
Podle průzkumu magazínu Review of General Psychology, zveřejněného v roce 2002, se Tversky umístil na 93. místě jako nejvíce citovaný psycholog 20. století společně Edwinem Boringem, Johnem Deweyem a Wilhelmem Wundtem.